# ألفرد ديكين بروكس
ألفرد ديكين بروكس (بالإنجليزية: Alfred Deakin Brookes) هو موظف مدني أسترالي، ولد في 11 أبريل 1920 في ملبورن في أستراليا، وتوفي في 19 يونيو 2005. ويعد اول مدير لوكالة الاستخبارات السرية الأسترالية